# オイラー＝ハイゼンベルク・ラグランジアン
理論物理学において、オイラー＝ハイゼンベルク・ラグランジアン（英: Euler–Heisenberg Lagrangian）とは、1936年にヴェルナー・ハイゼンベルクとハンス・ハインリッヒ・オイラーによって導入されたラグランジアンであり、場の量子論的なアプローチから電磁場（光子）に関する物理現象を記述するための理論形式の一つである。
標準理論の枠組において、電磁場や荷電粒子の間に働く電磁相互作用は量子電磁力学（QED）を用いて記述されるが、オイラー＝ハイゼンベルク・ラグランジアンは電子の質量と比べて十分小さい低エネルギー領域のQED現象を近似的に再現する有効場の理論である。

## 解説

### ラグランジアン
ハイゼンベルクとオイラーによって1936年に発表された論文においては以下のラグランジアンが導入された。
{\displaystyle {\mathcal {L}}=-{\mathcal {F}}-{\frac {1}{8\pi ^{2}}}\int _{0}^{\infty }{\frac {ds}{s^{3}}}\exp \left(-m_{e}^{2}s\right)\left[(es)^{2}{\frac {\operatorname {Re} \cosh \left(es{\sqrt {2\left({\mathcal {F}}+i{\mathcal {G}}\right)}}\right)}{\operatorname {Im} \cosh \left(es{\sqrt {2\left({\mathcal {F}}+i{\mathcal {G}}\right)}}\right)}}{\mathcal {G}}-{\frac {2}{3}}(es)^{2}{\mathcal {F}}-1\right]}
ここで、meは電子の質量、eは素電荷である。さらに、{\displaystyle {\mathcal {F}}}と{\displaystyle {\mathcal {G}}}は、電場{\displaystyle \mathbf {E} }と磁場{\displaystyle \mathbf {B} }を用いて、
{\displaystyle {\mathcal {F}}\equiv {\frac {1}{2}}\left(\mathbf {B} ^{2}-\mathbf {E} ^{2}\right)}
{\displaystyle {\mathcal {G}}\equiv \mathbf {E} \cdot \mathbf {B} }
と定義される。
電磁場が十分弱いときの極限において、上式は以下のように書き直せる。
{\displaystyle {\mathcal {L}}={\frac {1}{2}}\left(\mathbf {E} ^{2}-\mathbf {B} ^{2}\right)+{\frac {2\alpha ^{2}}{45m_{e}^{4}}}\left[\left(\mathbf {E} ^{2}-\mathbf {B} ^{2}\right)^{2}+7\left(\mathbf {E} \cdot \mathbf {B} \right)^{2}\right]}
第1項は電磁場（光子）の運動項であり、電磁場について2次の式となる。第2項は電磁場同士の相互作用を表し、電磁場について4次の式である。上式にさらに補正を加えて、6次以上の項を書くこともできる。式中のα＝e2/(4π)は微細構造定数であり、α2は光子の4点相互作用が存在することを意味する。
低エネルギー極限のラグランジアンはオイラーとKockelによって最初に導入されたが、これがオイラー＝ハイゼンベルク・ラグランジアンと呼ばれることもある。

### QEDとの関係
電磁相互作用を記述する量子電磁力学（QED）において、自由度は電子のような荷電粒子と相互作用の担い手である光子である。
{\displaystyle {\begin{aligned}{\mathcal {L}}_{\mathrm {QED} }&={\bar {\psi }}(i\gamma ^{\mu }D_{\mu }-m_{e})\psi -{\frac {1}{4}}F_{\mu \nu }F^{\mu \nu }\\&={\bar {\psi }}\left(i\gamma ^{\mu }(\partial _{\mu }+ieA_{\mu })-m_{e}\right)\psi -{\frac {1}{4}}F_{\mu \nu }F^{\mu \nu }\end{aligned}}}
一方、オイラー＝ハイゼンベルク・ラグランジアンに含まれる自由度は光子のみである。
{\displaystyle {\mathcal {L}}_{\mathrm {E-H} }=-{\frac {1}{4}}F_{\mu \nu }F^{\mu \nu }+{\frac {\alpha ^{2}}{m_{e}^{4}}}\left\{c_{1}(F_{\mu \nu }F^{\mu \nu })^{2}+c_{2}(F_{\mu \nu }{\tilde {F}}^{\mu \nu })^{2}\right\}+{\mathcal {O}}(m_{e}^{-6})}
従って、この理論は低エネルギーの光子・光子散乱などの光子同士の相互作用を記述するのに適している。
このラグランジアンは、電子の質量と比べて十分小さいエネルギー領域のQEDを近似的に再現する有効場の理論である。これは、この理論によって再現できる物理現象は光子が十分に小さい運動量を運んでいる場合に起こる現象に制限されており、光子が電子の質量と同程度以上の運動量を持ってしまうと、破綻してしまうことを意味している。
QEDにおいては、3つ以上の光子が1点で相互作用する過程は存在せず、3つ以上の光子が関わる過程には必然的にフェルミ粒子が媒介される。オイラー＝ハイゼンベルク・ラグランジアンにはそのような役割を担うフェルミ粒子は存在しないため、あらゆる相互作用は光子同士の点状相互作用として置き換えられる。

## 歴史的背景
1927年、ポール・ディラックは電磁場の量子化に成功した。さらに、1929年、ハイゼンベルクはヴォルフガング・パウリと共に正準量子化の方法を用いて、場の量子論の基礎を構築した。
一方で、1928年、ディラックはディラック方程式を提唱し、フェルミ粒子の相対論的記述を行った。この理論では、負エネルギーを持つ粒子が生じることが問題となっていたが、1931年、ディラックは反粒子（ディラックの海における「空孔」）の概念を導入し、この問題に対する解決策を与えた。1932年にカール・デイヴィッド・アンダーソンによって陽電子が発見された直後、ディラックは負エネルギー粒子が陽電子と見なせることを提案した。
陽電子の存在と場の量子論が確立したことを受けて、ハイゼンベルクは陽電子の理論に本格的に取り組むようになり、1934年に2本の基礎的な論文を発表した。この論文では、ディラックの海の描像における量子的なゆらぎの扱いが定式化され、これらの量子的ゆらぎが電磁場に関する非線形な現象を引き起こすことが示された。
ハイゼンベルクはライプツィヒ大学の学生だったオイラーに密度行列形式のアプローチによる光・光散乱に関する研究テーマを与えた。後に、この研究はオイラーの博士論文となった。
オイラーはハイゼンベルクのもう一人の学生だったKockelと共に1935年に発表した論文の中で、低エネルギー極限における光・光散乱振幅を計算した。この論文では、量子的な真空は一種の媒質とみなされ、古典的なマクスウェルの理論についてのラグランジアンに対して、最も主要な量子的補正項が追加された。
{\displaystyle {\mathcal {L}}={\frac {1}{2}}\left(\mathbf {E} ^{2}-\mathbf {B} ^{2}\right)+{\frac {2\alpha ^{2}}{45m_{e}^{4}}}\left[\left(\mathbf {E} ^{2}-\mathbf {B} ^{2}\right)^{2}+7\left(\mathbf {E} \cdot \mathbf {B} \right)^{2}\right]}
この式は、後に導出されるオイラー＝ハイゼンベルク・ラグランジアンの低エネルギー極限に対応する。
1936年、ハイゼンベルクとオイラーはオイラー・Kockelの理論を一般化した。一般化されたラグランジアンは、マクスウェルのラグランジアンに対する完全な非線形補正であり、一様な背景電磁場の下での全ての次数の補正を含む非摂動表現である。

## 適用
オイラー＝ハイゼンベルク・ラグランジアンは電磁場についての非線形な現象を記述する。

### 光・光散乱
オイラー＝ハイゼンベルク・ラグランジアンから記述できる電磁場の非線形現象として最も有名な例は、低エネルギーの光・光散乱（2光子散乱）である。この過程をファインマン・ダイアグラムで表すと、4本の光子の外線が1点で相互作用する図として表され、QEDにおいては、フェルミ粒子のループに4本の光子の外線がつく図に対応している。
この過程のQEDにおける定式化は、1951年にKarplusとNeumanによって為された。この計算では、QEDに基づく有限個の箱型ダイアグラムを足し上げることで、オイラー・Kockel・ハイゼンベルクが導出した結果と一致する結果が得られた。このように、オイラー＝ハイゼンベルク・ラグランジアンは第一原理計算を有効ラグランジアンで近似的に再現する有効場の理論の成功例の一つである。
低エネルギー領域（{\displaystyle E\ll m_{e}}）における光・光散乱の散乱振幅は
{\displaystyle A_{\gamma \gamma }\sim {\frac {\alpha ^{2}E^{4}}{m_{e}^{4}}}}
と表され、その散乱断面積は
{\displaystyle \sigma _{\gamma \gamma }\sim \left({\frac {\alpha ^{2}E^{4}}{m_{e}^{4}}}\right)^{2}{\frac {1}{E^{2}}}={\frac {\alpha ^{4}E^{6}}{m_{e}^{8}}}}
となる。

### シュウィンガー機構
真空中に一様な電場が存在するとき、真空から電子・陽電子対が生成する。このような真空の不安定性は初めにSauterによって予言され、ハイゼンベルクとオイラーによってさらに議論された。
ハイゼンベルクとオイラーは、弱い電場中での主要な対生成幅を
{\displaystyle \Gamma \sim {\frac {e^{2}E^{2}}{4\pi ^{3}}}\exp {\left[-{\frac {\pi m_{e}^{2}}{eE}}\right]}}
と見積もった。
背景場が純粋に電場だけであるとき、この幅は有効ラグランジアンの虚部から導かれる。
{\displaystyle \Gamma =\mathrm {Im} {\mathcal {L}}}
このような粒子対生成は、1951年にシュウィンガーが量子電磁力学における定式化に成功したことから、シュウィンガー機構と呼ばれる。